# Võ Minh Như
Võ Minh Như (1927  –  19 tháng 3 năm 2024) là Thiếu tướng Quân đội nhân dân Việt Nam. Ông nguyên là Phó Tư lệnh Quân khu 7. Ông có con trai là Thượng tướng Võ Minh Lương, Thứ trưởng Bộ Quốc phòng.

## Tiểu sử
Võ Minh Như sinh năm 1927 tại tỉnh Quảng Bình.
Ông có quê quán tại xã Bảo Ninh, thành phố Đồng Hới, tỉnh Quảng Bình.
Ngày 15 tháng 6 năm 1947, Võ Minh Như gia nhập Đảng Cộng sản Việt Nam.
Năm 1984, Võ Minh Như được phong quân hàm Thiếu tướng Quân đội nhân dân Việt Nam.
Ông từng giữ chức vụ Phó Tư lệnh Quân khu 7 cho đến ngày nghỉ hưu.

## Sau khi nghỉ hưu
Ngày 20 tháng 5 năm 2017, ông được trao tặng Huy hiệu 70 năm tuổi Đảng Cộng sản Việt Nam.
Ngày 18 tháng 9 năm 2017, gia đình Võ Minh Như ủng hộ 900 triệu đồng cho nhân dân Quảng Bình bị thiệt hại do bão số 10.
Ông qua đời ngày 19 tháng 3 năm 2024 tại nhà riêng, ông được chôn ở Nghĩa trang An viên Vĩnh Hằng tại tỉnh Đồng Nai vào ngày 22 tháng 3 sau đó.

## Gia đình
Ông có con trai tên là Võ Minh Lương, Thượng tướng Quân đội nhân dân Việt Nam, Thứ Trưởng Bộ Quốc Phòng, Tư lệnh Quân khu 7, Quân đội nhân dân Việt Nam.